# 南华文庙
南华文庙，即镇南州文庙，位于云南省楚雄州南华县龙川镇南华一中内，始建于明永乐七年（1409年），后多次迁建、重建。民国二十五年（1936年）成立镇南师范学校，以南华文庙大成殿为礼堂；1950年后，文庙由镇南县人民中学（即今南华一中）使用。原文庙建筑现仅存泮池、状元桥，2017年，大成殿完成重建。